# Antrolana lira
Antrolana lira е вид ракообразно от семейство Cirolanidae. Видът е световно застрашен, със статут Уязвим.

## Разпространение и местообитание
Разпространен е в САЩ.
Среща се на дълбочина около 8 m.